# لاک (استرالیای جنوبی)
لاک (به انگلیسی: Lock) یک شهرک در استرالیا است که در استرالیای جنوبی واقع شده‌است.